# Gradierwerk (Bad Dürkheim)
Das Bad Dürkheimer Gradierwerk, vor Ort häufig nur „Gradierwerk“, „Gradierbau“ oder auch „Saline“ genannt, ist ein Teil der Kuranlagen der Kreisstadt Bad Dürkheim in Rheinland-Pfalz. Die Anlage erhöht durch das sogenannte Gradieren den Salzgehalt einer Sole; bei deren Verdunstung nimmt auch der Salzgehalt der Umgebungsluft zu, so dass Freiluftinhalation zu Kurzwecken möglich wird.
Das Gradierwerk ist eines der Wahrzeichen der pfälzischen Kur- und Kreisstadt, die auch die Trägerschaft innehat. In der heutigen Form wurde es zwischen 1847 und 1850 errichtet und ist mit 333 m Länge eines der größten in Deutschland. Nach zweimaliger Zerstörung durch Brandstiftung in den Jahren 1992 und 2007 wurde es jeweils restauriert und zuletzt im Jahr 2010 wieder eröffnet.

## Geographische Lage
Das Gradierwerk erstreckt sich auf 114 m ü. NHN im nördlichen Bereich der Stadt zwischen der Weinstraße Nord und der Salinenstraße von Nordnordwest nach Südsüdost. Es schließt die Brühlwiesen, wo seit 1577 der Dürkheimer Wurstmarkt abgehalten wird, sowie den Kurpark nach Osten ab. Mit der Südhälfte grenzt das Gradierwerk an die östlich gelegene Parkklinik.

## Anlage
In der 333 m langen und bis zu 18 m hohen Anlage sind rund 250.000 Reisigbündel zu Wänden geschichtet; über diese Reisigwände rieselt Salzwasser aus einer Heilquelle, von dem an heißen Tagen bis zu 25 m³ verdunsten. Die salzhaltigen Tröpfchen sollen einen positiven Einfluss auf Lunge und Bronchien ausüben, zusätzlich wird die Umgebungsluft durch die Verdunstung gekühlt.

## Geschichte

### Ehemalige Gradierwerke
Salzquellen in Bad Dürkheim sind ab 1387 belegt. 1594 wurde im Osten der Stadt auf dem Gelände des 1571 aufgelösten Benediktinerinnenklosters Schönfeld eine erste Saline erbaut, die Schönfelder Salzhütte. Unter anderem infolge des Dreißigjährigen Krieges wurde sie jedoch im 17. Jahrhundert aufgegeben. 1716 wurde das Gelände an den Elsässer Georg Jakob Duppert verkauft, der die Saline wieder instand setzte und unter der Bezeichnung „Duppert’sches Gradierwerk“ betrieb. 1736 ging das Eigentum an die Kurpfalz über, und die Saline erhielt nach Kurfürst Karl Philipp den Namen „Philippshall“. Nun wurde auch eine leistungsfähigere Versorgung der Anlage sichergestellt: Zum Betrieb der Pumpen verwendete man das Wasser der durch die Stadt fließenden Isenach; für den Antransport des benötigten Holzes, das mittels Triftung auf Speyerbach und Rehbach aus dem Neustadter Tal kam, wurde als Verbindung zwischen Rehbach und Isenach eigens der Floßbach ausgehoben. Lange Jahre amtierte als Verwalter der Saline Johann Michael Pfeiffer († 1803), Vater des dort aufgewachsenen und im Amt nachfolgenden Franz Joseph Pfeiffer (1772–1847), welcher wiederum der Großvater des späteren amerikanischen Eisenbahnmagnaten Henry Villard war.
In der Folgezeit wurden in Bad Dürkheim fünf weitere Gradierwerke errichtet, die das Salz der Dürkheimer Saline Philippshall nutzten. Diese produzierte dank der neu eingeführten Technik der Dorngradierung 6600 Malter Salz jährlich. Besonders in der zweiten Hälfte des 18. Jahrhunderts gewann das Dürkheimer Salz an Bekanntheit.
Die sechs Gradierwerke, die es schließlich in Bad Dürkheim gab, waren ihrer Länge nach folgende:
1. Das von Joachim Friedrich von Beust erbaute Gradierhaus Churpfaltz mit einer Länge von 2506 Fuß und 10 Zoll, also etwa 731 m.
2. Das Gradierwerk Zweybrücken entlang der heutigen Dr.-Kaufmann-Straße mit einer Länge von 1220 Fuß und 10 Zoll, also etwa 356 m.
3. Das Gradierwerk Sulzbach mit einer Länge von 1181 Fuß, also etwa 345 m, das wegen seiner Dachbedeckung mit Holzschindeln auch als „Schindelbau“ bezeichnet wurde.
4. Das Gradierwerk Churbayern an der heutigen Großen Allee mit einer Länge von 1160 Fuß, also etwa 339 m.
5. Das älteste, 1716 als solches eingerichtete Duppert’sche Gradierwerk in Nord-Süd-Richtung, im Norden an der Sägemühle endend, mit einer Länge von 922 Fuß und 9 Zoll, also etwa 269 m.
6. Ein kleines Gradierwerk in der Nähe des Duppert’schen Gradierwerks in Ost-West-Richtung, mit einer Länge von 240 Fuß, also etwa 70 m.

1792 wurden mehrere Gradierwerke durch einen Orkan in Mitleidenschaft gezogen. 1794, während der Franzosenzeit, wurde das Vorgängerbauwerk des heutigen Gradierwerks durch französische Truppen geplündert und zum Staatsbesitz erklärt. Da die Anlage anschließend nicht gepflegt wurde, warf sie keinen Gewinn mehr ab und verfiel erneut. 1816 kam sie mit der gesamten linksrheinischen Pfalz unter die Verwaltung des Königreichs Bayern.

### Erhaltenes Gradierwerk

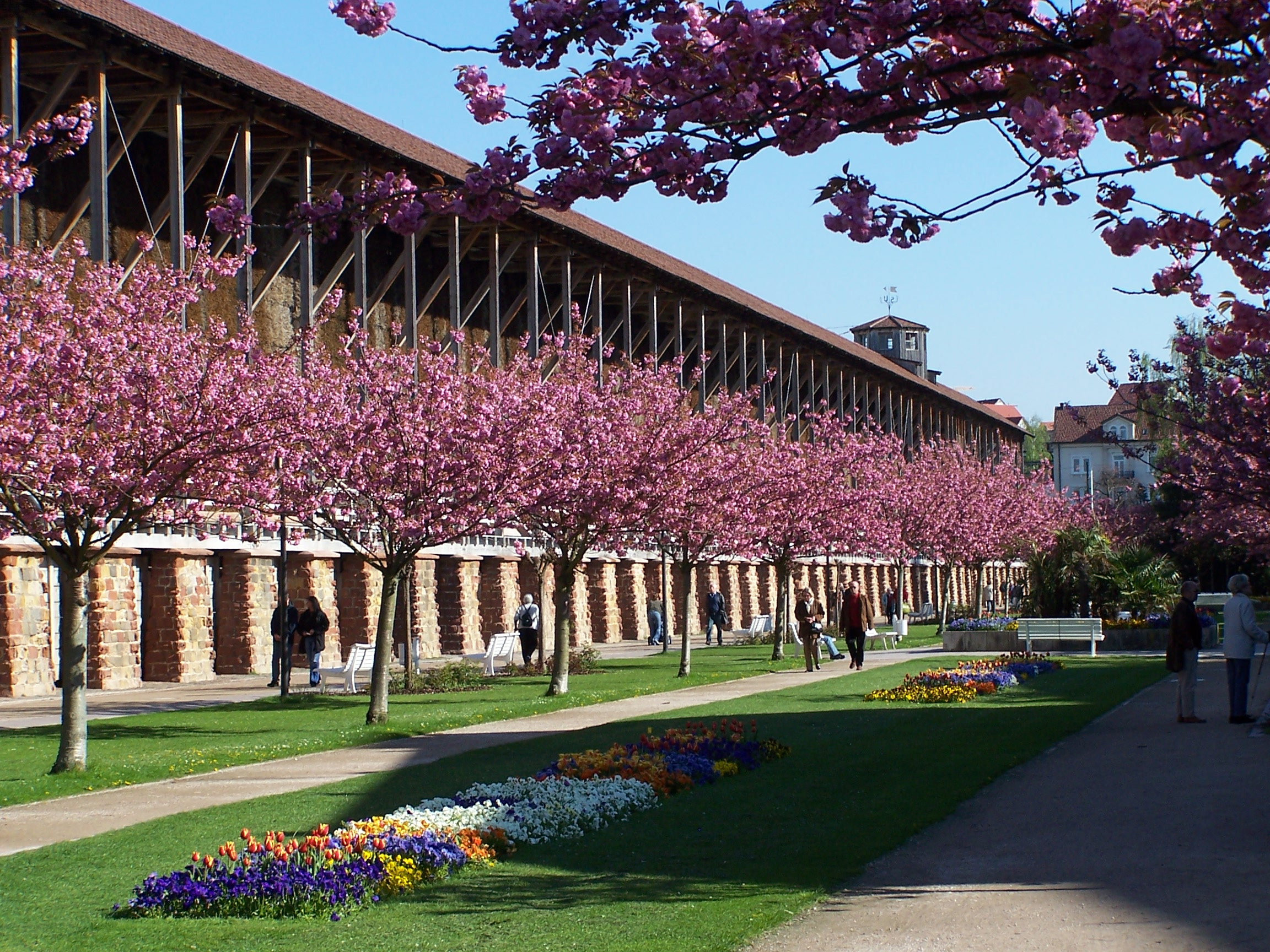
Gradierwerk zur Zeit der Mandelblüte (2005, vor dem Brand von 2007)

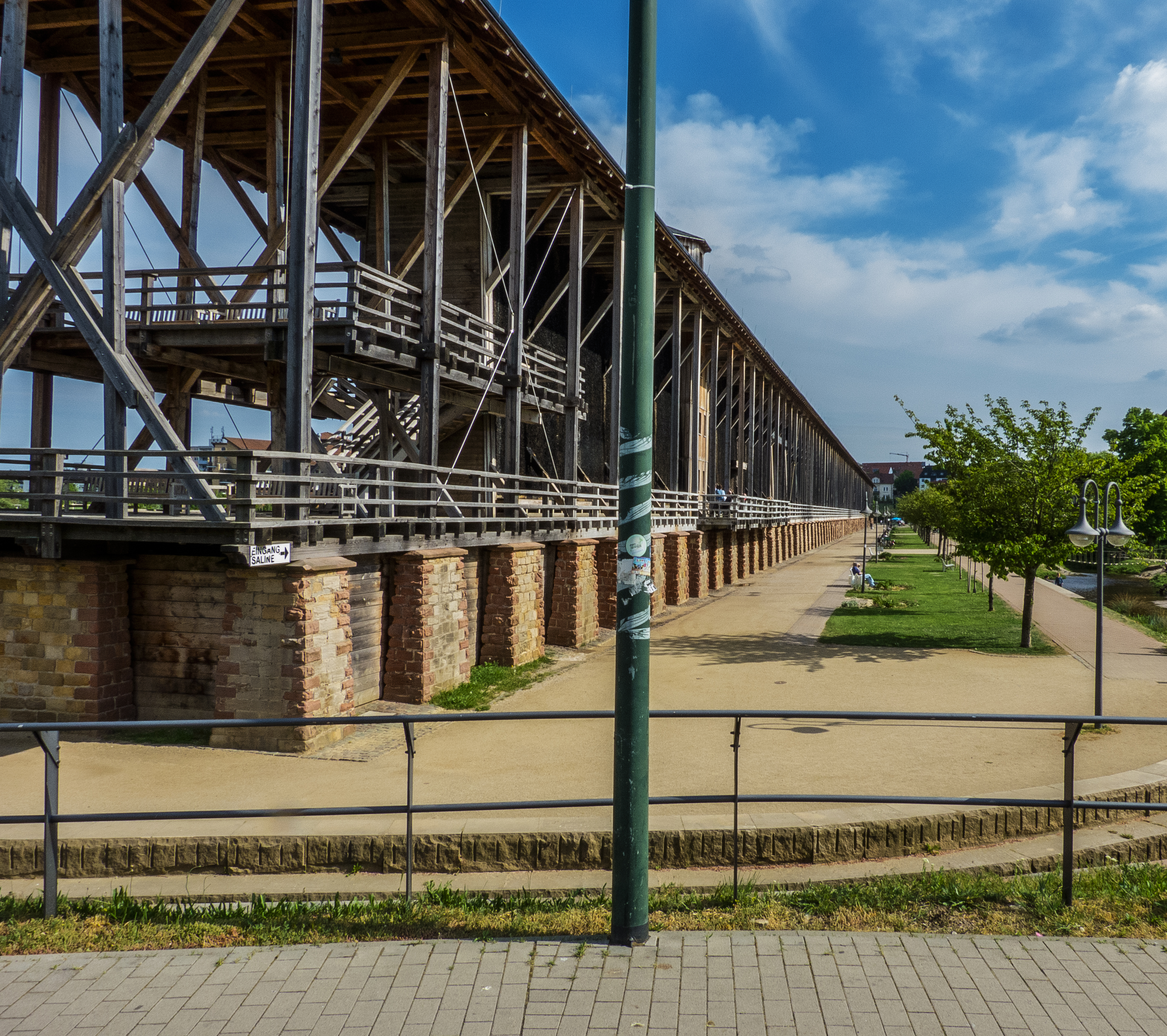
Gradierwerk Bad Dürkheim (2018)

Von 1847 bis 1850 wurde die Saline renoviert und durch den Salinendirektor Albert Schenk das einzige heute erhaltene Gradierwerk der Stadt an der Stelle des ehemaligen Gradierwerks Zweybrücken errichtet. 1868 gelangte die Anlage aus dem Eigentum des Königreichs Bayern an die Stadt Bad Dürkheim. 1913 wurde die Salzproduktion, die seit 1872 vom eigens dafür gegründeten Bad- und Salinenverein betrieben worden war, eingestellt, da sie sich als nicht mehr wirtschaftlich erwiesen hatte. Fortan diente das Gradierwerk nurmehr zur Atemtherapie durch die in die Luft abgegebenen Salz-Aerosole.
Ursprünglich war der Bau mit verschiedenen Aussichtstürmen, Balkonen, Gauben und Wandelgängen ausgestattet. Da deren Unterhalt zu teuer wurde, baute man das Gradierwerk immer weiter zurück. Bei einer Dacherneuerung Anfang des 20. Jahrhunderts wurden alle derartigen Auf- und Anbauten entfernt.
Nachdem die Anlage im Zweiten Weltkrieg durch Bomben schwer beschädigt worden war, konnte der Kurbetrieb in den 1950er Jahren wiederaufgenommen werden.
Zwischen 1859 und 1960 hatte man das Gradierwerk mit dem salzhaltigen Wasser der Alten Maxquelle betrieben, welche auch den höchsten Arsengehalt in Deutschland aufwies. 1984 wurde das Gradierwerk unter Denkmalschutz gestellt.

### Brandstiftungen und Sanierungen

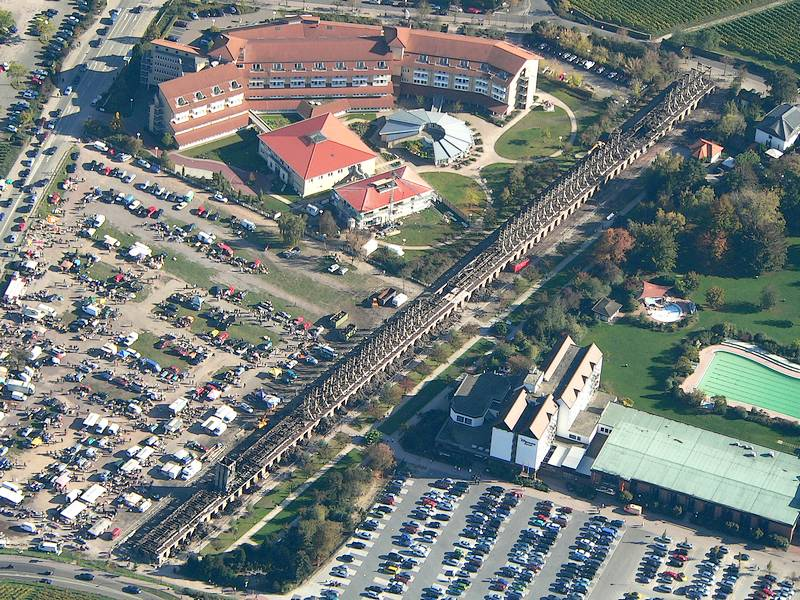
Das abgebrannte Gradierwerk (2007) aus Nordwesten, vorne der Ostteil der Brühlwiesen (Wurstmarkt-Platz), im Hintergrund die Parkklinik

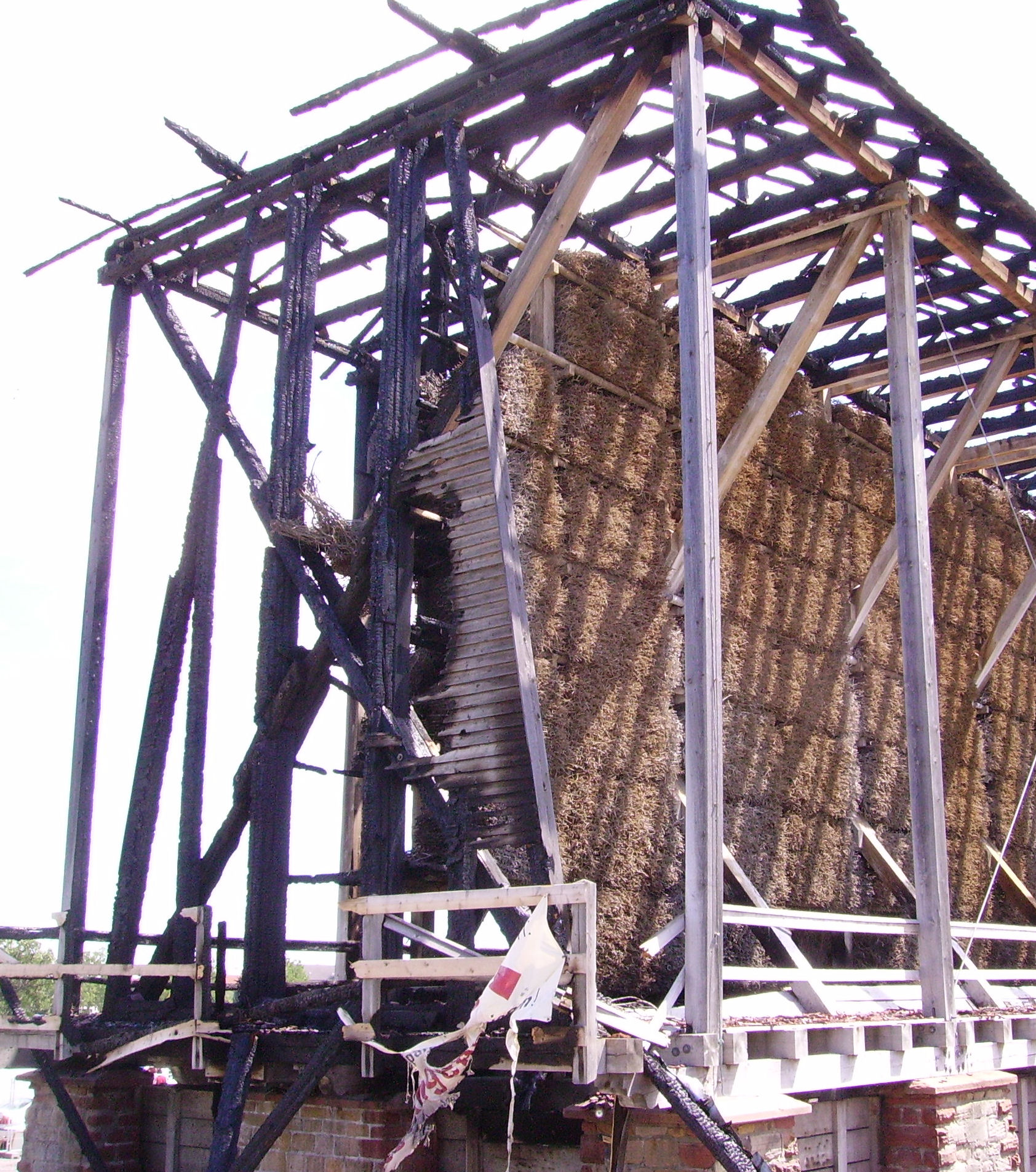
Die schweren Schäden 2007, kurz nach der 2. Brandstiftung

Nach einer Brandstiftung am 1. Juli 1992 brannte ein etwa 80 m langes Stück des Gradierwerks nieder. Mit dem Wiederaufbau ging eine Grundsanierung einher, bei der man versuchte, anhand historischer Vorlagen den Ursprungszustand inklusive Türmchen und Balkonen wiederherzustellen. Im Jahr 1997 konnte die Anlage wieder eröffnet werden.
Zehn Jahre später, am 7. April 2007, wurde erneut ein Feuer gelegt. Diesmal stand die Anlage auf der ganzen Länge von über 300 m in Flammen. Da nach der Winterpause die Bewässerung der Reisigbündel bereits wieder aufgenommen war, überstand ein großer Teil der Bündel das Feuer unbeschadet; der gesamte aus Holzbalken konstruierte Dachstuhl brannte jedoch aus, was zu Baufälligkeit führte. Die Schadenshöhe wurde von der Feuerwehr auf 10 Mio. Euro geschätzt. Die vier als Täter ermittelten jungen Männer wurden zu mehrjährigen Haftstrafen verurteilt; die vorzeitige Freilassung von zweien wurde im Sommer 2010 vom Gericht abgelehnt, weil „die erforderliche günstige Prognose“ noch nicht habe gestellt werden können.
Am 6. August 2007 wurde begonnen, baufällige Teile abzureißen, um die Ruine zu sichern und die mehrmonatige Sperrung des Geländes aufheben zu können. Mit dem Wiederaufbau des Gebäudes wurde am 2. Dezember 2009 begonnen. Das Dach des Neubaus erhielt eine Photovoltaikanlage, für die Beheizung wird warmes Quellwasser genutzt. Die Wiederinbetriebnahme, ursprünglich zum Wurstmarkt im September 2010 angestrebt, verzögerte sich um einen Monat bis zum 9. Oktober 2010.